# Vestigio vegetal

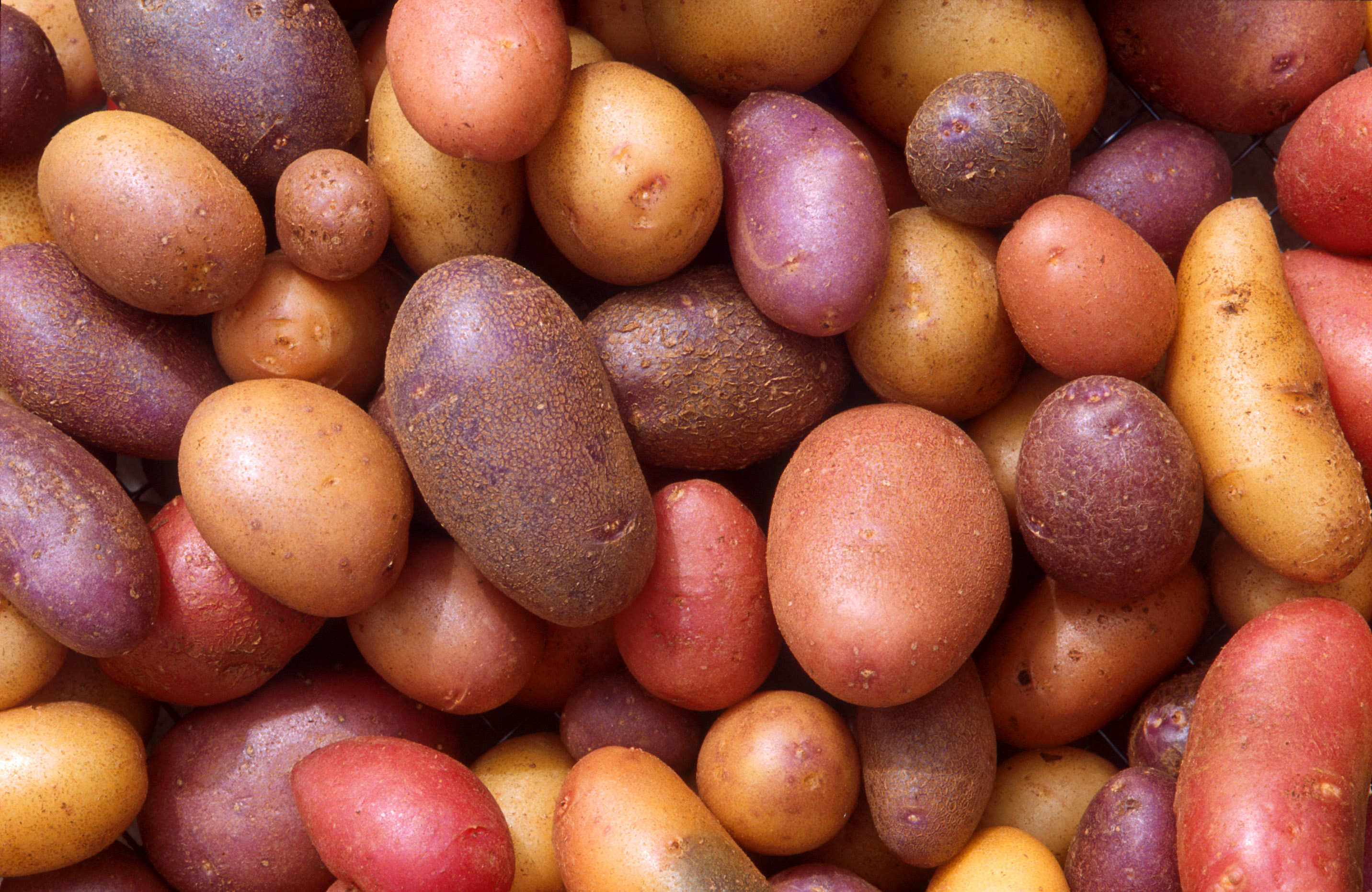
Solo algunas de las muchas variedades de patata se cultivan comercialmente; las otras son vestigios vegetales.

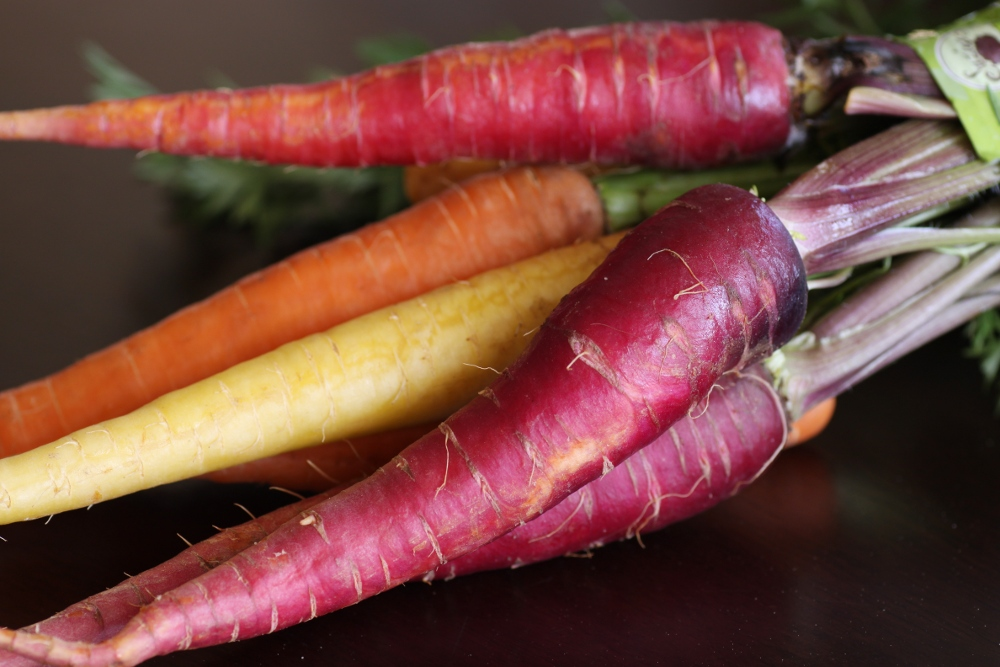
Variedades no comerciales de zanahoria.

En Occidente, se denomina variedad vestigial vegetal o cultivar vestigial (del inglés, heirloom variety; «reliquia agrícola») a primitivas variedades de un vegetal cultivadas de forma local y sin fines comerciales. La mayoría son mantenidos gracias a los jardineros y agricultores de ese lugar concreto, particularmente aislados o comunidades que son etnias minoritarias en países del mundo occidental. Muchos de estas variedades se cultivaban de manera habitual en períodos anteriores de la Historia humana, pero actualmente, debido a su dificultad para ser producidas, procesadas o transportadas, o por simple desconocimiento de ellas, no se usan en la moderna agricultura a gran escala. 
En algunas partes del mundo, es ilegal vender semillas de cultivares que no figuran como aprobados para la venta. La Asociación de Investigación Henry Doubleday, ahora conocida como Garden Organic, respondió a esta legislación estableciendo la Biblioteca de Semillas Vestigiales (Hermitage Seeds Library) para preservar la mayor cantidad posible de semillas de cultivares antiguos. Sin embargo, los bancos de semillas por sí solos no han podido proporcionar un seguro suficiente contra pérdidas catastróficas. En algunas jurisdicciones, como la colombiana, se han propuesto leyes que harían ilegal el coleccionismo de semillas.
Muchos vestigios vegetales han mantenido sus rasgos a través de la polinización libre, mientras que las variedades de frutas como las manzanas se han propagado a lo largo de los siglos a través de injertos, estacas y esquejes. La tendencia de cultivar vestigios vegetales en los jardines ha vuelto a ganar popularidad en América del Norte y Europa.

## Origen

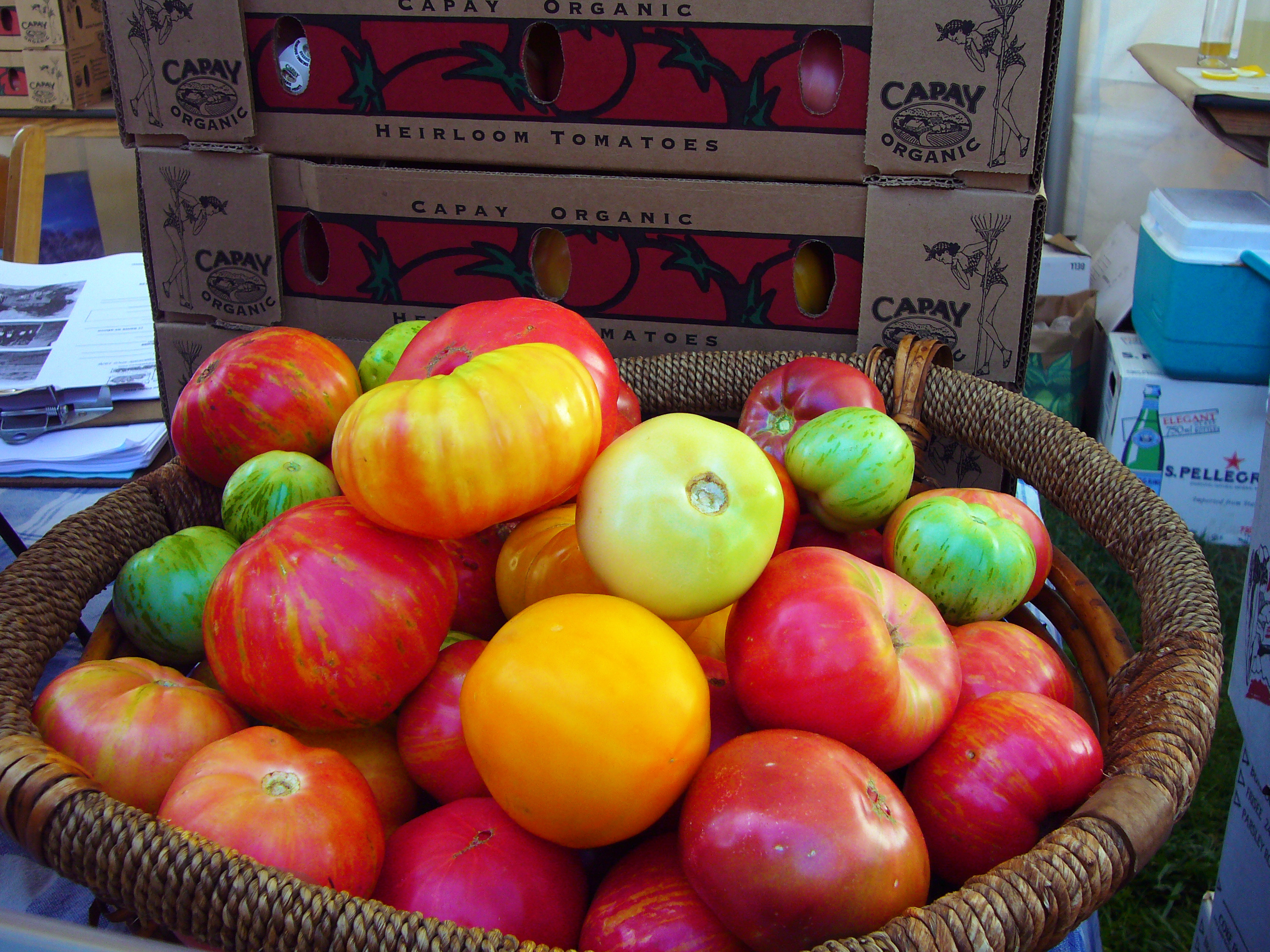
Una selección de tomates reliquia.

Antes de la industrialización de la agricultura, se cultivaba una variedad mucho más amplia de alimentos vegetales para el consumo humano, en gran parte debido a que los agricultores y jardineros guardaban semillas y esquejes para futuras plantaciones. Desde el siglo XVI hasta principios del XX, la diversidad fue enorme. Los viejos catálogos de viveros estaban llenos de ciruelas, duraznos, peras y manzanas de numerosas variedades y los catálogos de semillas ofrecían multitud de variedades vegetales. Se vendieron y comercializaron semillas valiosas y cuidadosamente seleccionadas utilizando estos catálogos junto con consejos útiles sobre el cultivo. Desde la Segunda Guerra Mundial, la agricultura en el mundo industrializado ha consistido principalmente en cultivos alimentarios que se cultivan en grandes parcelas de monocultivo. Para maximizar la consistencia, se cultivan pocas variedades de cada tipo de cultivo. Estas variedades a menudo se seleccionan por su productividad y su capacidad para madurar al mismo tiempo que resisten la recolección mecánica y el envío a través del país, así como su tolerancia a la sequía, las heladas o los pesticidas. Esta forma de agricultura ha llevado a una caída del 75% en la diversidad genética de los cultivos.
Si bien la jardinería tradicional se ha mantenido una «comunidad nicho», en los últimos años ha visto un resurgimiento en respuesta a la tendencia de la agricultura industrial. En el Sur Global, los vestigios vegetales todavía se cultivan ampliamente, por ejemplo, en los huertos familiares del sur y sudeste asiáticos. Antes de la Segunda Guerra Mundial, la mayoría de los productos cultivados en los Estados Unidos eran reliquias.
En el siglo XXI, numerosos grupos comunitarios en todo el mundo están trabajando para preservar variedades históricas para que una gran variedad de frutas, verduras, hierbas y flores estén disponibles nuevamente para el jardinero doméstico, mediante la renovación de huertos antiguos, el abastecimiento de variedades históricas de frutas, la participación en intercambios de semillas y alentando la participación comunitaria.

## Definición
La definición y el uso de la expresión heirloom variety (o «vestigio vegetal») es reciente y se encuentra aun en debate.
Para algunos expertos, la definición se determina considerando la edad como criterio básico. Por ejemplo, si el cultivar tiene más de 100 años; para otros, 50 años, y otros prefieren la fecha de 1945, que marca el final de la Segunda Guerra Mundial y aproximadamente el comienzo del uso generalizado de híbridos por los productores y las compañías de semillas. Muchos jardineros consideran que 1951 es el último año en que una planta podría haberse originado y aún ser calificada como «vestigial», ya que ese año marcó la introducción generalizada de las primeras variedades híbridas. Fue en los años 70 que las semillas híbridas comenzaron a proliferar en el comercio de semillas comerciales. Algunas variedades vestigiales son mucho más antiguas; algunos son incluso prehistóricas, es decir, previas a la historia de la humanidad.
Para otros, la forma de definir los vestigios vegetales es refiriéndose a la definición más literal de heirloom («herencia»). Según esta interpretación, un verdadero vestigio vegetal es aquel que ha sido conservado, plantado y transmitido de una generación a otra de la familia, durante muchas generaciones.
Además, existe otra categoría de cultivares que podría clasificarse como «Vestigios vegetales comerciales»: los cultivares que se introdujeron hace muchas generaciones y fueron de tal mérito que se guardaron, mantuvieron y transmitieron, incluso si la compañía de semillas ha dejado de funcionar. negocio o de otra manera cayó la línea. Además, muchos lanzamientos comerciales antiguos en realidad han sido reliquias familiares que una compañía de semillas obtuvo e introdujo.
Independientemente de la interpretación específica de una persona, la mayoría de las autoridades están de acuerdo en que los vestigios vegetales, por definición, deben ser de polinización libre. También pueden ser variedades de polinización libre que fueron criadas y estabilizadas utilizando prácticas clásicas de mejoramiento. Si bien no hay tomates genéticamente modificados disponibles para uso comercial o doméstico, generalmente se acepta que ningún organismo genéticamente modificado puede considerarse vestigio vegetal. Otro punto importante de discusión es que sin el continuo crecimiento y almacenamiento de las plantas tradicionales, las compañías de semillas y el gobierno controlarán toda la distribución de semillas. La mayoría, si no todas, las plantas híbridas, si no tienen semillas estériles y pueden volver a crecer, no serán las mismas que las plantas híbridas originales, lo que garantiza la dependencia de los distribuidores de semillas para futuros cultivos.
En México, son conocidas como variedades criollas: «frutas o verduras que se cultivan en una región y que son típicos del lugar. En muchos casos se trata de productos nativos de México que se siguen cultivando de la misma manera que lo hacían las civilizaciones prehispánicas». Por ejemplo, los maíces criollos o los cacaos criollos.

## Sitios de recolección
Los árboles frutales vestigiales que existen hoy en día descienden clonalmente de los árboles de la Antigüedad. Las rosas vestigiales a veces se coleccionan (de manera no destructiva como pequeños esquejes) de casas antiguas y cementerios, donde una vez fueron plantadas en las tumbas por los dolientes y se dejaron intactas en las décadas posteriores. Los métodos modernos de producción y el aumento de la población han suplantado en gran medida esta práctica.

## Legislación

### Europa
En el la ley del Reino Unido y de Europa, se cree que se han perdido muchas variedades de hortalizas vestigiales (quizás más de 2.000) desde los años 70, cuando se aprobaron las leyes de la CEE (actual UE), por lo que es ilegal vender cualquier cultivar de hortalizas que no figure en la lista de la CEE. Esto se creó para ayudar a eliminar a los proveedores de semillas que venden una semilla como otra, garantizar que las semillas sean verdaderas para el tipo y que germinaron de manera consistente. Por lo tanto, hubo rigurosos exámenes para evaluar las variedades, con el fin de garantizar que permanezcan iguales de una generación a la siguiente.
Estos testeos, llamadas DUS, evalúan la «uniformidad», la «distinción» y la «estabilidad». Esto entra en conflicto para las variedades vestigiales, puesto que a menudo no son «uniformes» entre especies, incluso dentro de una misma especie (cultivar). En cuanto a «distinción», también han supuesto un problema, en parte porque muchos cultivares tienen multitud de nombres, quizás provenientes de diferentes áreas o países. Por ejemplo, el cultivar británico de zanahoria Long Surrey Red, que también se conoce como Red Intermediate, St. Valery o Chertsey. Sin embargo, se ha comprobado que algunas de estas variedades que se parecen son, de hecho, diferentes cultivares. Por otro lado, en ocasiones dos variedades que se entendían como diferenciadas, en el estudio genético eran casi idénticas entre sí.
En el ámbito legal, las variedades vestigiales tienen el problema de que registrar y mantener un nuevo cultivar en una lista nacional es algo costoso. Por lo que si ningún criador o proveedor de semillas cree que se venderá bien, nadie lo mantendrá en una lista y, por lo tanto, los productores comerciales no volverán a criar esa semilla.
Recientemente se han realizado progresos en el Reino Unido para establecer derechos de emisión y pruebas menos estrictas para variedades de patrimonio en una lista nacional B, pero esto todavía se encuentra bajo consideración.
Sin embargo, cuando los vestigios vegetales no se venden, las leyes suelen ser más indulgentes. Debido a que la mayoría de los vestigios vegetales tienen al menos 50 años y se cultivan e intercambian en una familia o comunidad, caen bajo el dominio público. Una alternativa factible es contribuir con semillas vestigiales a una especie de banco de semillas comunitarios. Estos repositorios públicos a su vez mantienen y desembolsan esta genética a cualquiera que los use de manera apropiada. Por lo general, los usos aprobados son la cría, el estudio y, a veces, la distribución posterior.

### Estados Unidos
En Estados Unidos existen varias protecciones legales de propiedad intelectual que se aplican a las semillas vestigiales que a menudo pueden diferir mucho entre los estados. Las patentes de plantas se basan en la Ley de Patentes de Plantas (Plant Patent Act) de 1930 que protege las plantas cultivadas de esquejes y divisiones, mientras que bajo los derechos de propiedad intelectual, la Ley de Protección de Variedades Vegetales de 1970 (Plant Variety Protection Act; PVPA) protege las plantas no híbridas propagadas por semillas. Sin embargo, los mejoradores de semillas solo pueden albergar su variedad durante 20 años bajo PVPA. También hay un par de excepciones bajo el PVPA que permiten a los productores cultivar, guardar semillas y vender los cultivos resultantes, así como otorgar a los obtentores el uso de variedades protegidas con PVPA como material de partida, siempre que constituya menos de la mitad del material de reproducción. También hay licencias de semillas que pueden imponer restricciones en el uso de semillas o marcas registradas que protegen contra el uso de ciertos nombres de variedades de plantas.
En 2014, el Departamento de Agricultura de Pensilvania provocó el cierre de una biblioteca de préstamos de semillas y prometió reducir cualquier esfuerzo similar en el estado. La biblioteca de préstamos, alojada por una biblioteca de la ciudad, permitió a los jardineros «retirar» un paquete de semillas de polinización libre y «devolver» las semillas guardadas del cultivo de esas semillas. El Departamento de Agricultura dijo que esta actividad aumenta la posibilidad de «agroterrorismo», y que una Ley de Semillas de 2004 requiere que el personal de la biblioteca pruebe cada paquete de semillas para determinar la tasa de germinación y si la semilla fue fiel al tipo. En 2016, el departamento revocó esta decisión y aclaró que las bibliotecas de semillas y los intercambios de semillas no comerciales no están sujetos a los requisitos de la Ley de Semillas.

## Futuro
A medida que los efectos del cambio climático se intensifican y la población mundial aumenta, se está prestando más atención a los vestigios vegetales como una forma de restaurar la diversidad genética y alimentar a una población en crecimiento mientras se salvaguarda el suministro de alimentos de diversas regiones. Algunos vegetales vestigiales específicos a menudo se seleccionan, guardan y vuelven a plantar debido a su rendimiento superior en una localidad en particular. A lo largo de muchos ciclos de cultivo, estas plantas desarrollan cualidades adaptativas únicas a su entorno que fortalecen a las comunidades locales y pueden ser vitales para mantener los recursos genéticos del mundo.

## Ejemplos
- Arroz rojo butanés
- Arroz negro
- Tomate vestigial

## Lectura complementaria
- Coulter, Lynn. Gardening with Heirloom Seeds: Tried-and-True Flowers, Fruits, & Vegetables for a New Generation. Archivado desde el original el 3 de marzo de 2016. Consultado el 10 de abril de 2020.
- Cavagnaro, Sue Stickland ; foreword by Alan Gear ; photographs by David (1998). Heritage vegetables : the gardener's guide to cultivating diversity. London: Gaia Books. ISBN 1-85675-033-7.